# Jeff Long (kulturysta)
Jeff Michael Long (ur. 17 lutego 1984 w Cherry Hill w stanie New Jersey) – amerykański kulturysta. Mistrz Stanów Zjednoczonych w kulturystyce.

## Życiorys
Dorastał w miejscowości Cherry Hill w stanie New Jersey. Już jako dziecko interesował się sportem. Uprawiał między innymi futbol, baseball i hokej; odnosił w tych dyscyplinach sukcesy. Zainspirowany lekturą czasopisma Muscle & Fitness, postanowił rozpocząć treningi siłowe.
W wieku dwudziestu lat debiutował w zawodach kulturystycznych; zajął czwarte miejsce. Dwa lata później po raz pierwszy wystąpił na mistrzostwach kraju. W 2004 brał udział w Mistrzostwach Wschodniego Wybrzeża USA, organizowanych przez federację National Physique Committee (NPC). W kategorii wagowej lekkociężkiej wywalczył srebrny medal. Jeszcze tego roku startował w zawodach NPC Gold’s Classic, gdzie również zdobył srebro, lecz w kategorii ciężkiej. W 2008, jako zawodnik kategorii ciężkiej, zajął drugie miejsce na podium podczas Mistrzostw USA Juniorów. Rok później został mistrzem Stanów Zjednoczonych w kulturystyce w kategorii ciężkiej, a także uzyskał kartę sportowca profesjonalnego. Brał potem udział w zmaganiach organizowanych na szczeblu ogólnoświatowym, między innymi w wystawianych przez Międzynarodową Federację Kulturystyki i Fitnessu (IFBB) rozgrywkach Mr. Olympia, Battle of Champions i Europa Supershow (2011−2012).
Ma 169 cm wzrostu, jego waga, w sezonie zawodów sportowych, balansuje na granicy stu kilogramów, a poza sezonem osiąga 110−115 kg. Żonaty, mieszka w Mount Laurel w New Jersey. Zamieszkiwał też w Los Angeles. Należy do Gildii Aktorów Ekranowych (SAG).

## Wybrane osiągnięcia
- 2004: Mistrzostwa Wschodniego Wybrzeża USA, federacja NPC, kategoria lekkociężka – II m-ce
- 2004: Zawody Gold’s Classic, federacja NPC, kategoria ciężka – II m-ce
- 2008: Mistrzostwa USA Juniorów, federacja NPC, kategoria ciężka – II m-ce
- 2009: Mistrzostwa USA, federacja NPC, kategoria ciężka – I m-ce
- 2009: Mistrzostwa USA, federacja NPC – uzyskanie karty kulturysty profesjonalnego
- 2012: Zawody Battle of Champions, federacja IFBB, kategoria ogólna – VII m-ce